# Каскейд (Айдахо)
Каскейд (англ. Cascade) — сельский город в округе Валли, штат Айдахо, США, и его окружной центр. Согласно переписи 2010 года население составляло 939 человек, что на 58 человек меньше, чем в 2000 году.
В городе Каскейд был расположен большой лесопилок, принадлежавший компании Boise Cascade и прекратившей работу в мае 2001 года.

## География
Каскейд расположен по координатам 44°30′32″ с. ш. 116°02′37″ з. д. (44.508761, -116.043627). По данным Бюро переписи населения США в 2010 году город имел площадь 12,58 км², из которых 10,80 км² — суша и 1,77 км² — водоёмы.
Каскейд находится на северо-восточном берегу водохранилища Лейк-Каскейд. Водоём сменило свое название с «водохранилище» на «озеро» после открытия 2004 года курорта Тамараск, как маркетинговый ход. Водохранилище сформировалось после строительства дамбы Каскейд к северу от города. Строительство дамбы началось в 1942 году, но было прервано Второй мировой войной и завершилось в 1948 году.
Курортный город Макколл находится в 47 км к северу от Каскейда и соединяется с ним 55-й магистралью штата Айдахо, город Доннелли располагается примерно посередине между ними по этой магистрали. По другую сторону от водохранилища, на северо-западе, расположен курорт Тамараск.

### Климат
| Показатель                    | Янв.  | Фев.  | Март  | Апр.  | Май  | Июнь | Июль | Авг. | Сен. | Окт.  | Нояб. | Дек.  | Год   |
| ----------------------------- | ----- | ----- | ----- | ----- | ---- | ---- | ---- | ---- | ---- | ----- | ----- | ----- | ----- |
| Абсолютный максимум, °C       | 10,0  | 14,4  | 21,1  | 28,3  | 31,1 | 33,9 | 39,4 | 37,8 | 35,0 | 31,7  | 19,4  | 11,1  | 39,4  |
| Средний суточный максимум, °C | −1,2  | 1,9   | 5,9   | 11,3  | 16,8 | 21,3 | 27,8 | 27,2 | 21,9 | 14,4  | 4,6   | −0,7  | 12,6  |
| Средний суточный минимум, °C  | −11,9 | −10,6 | −7,4  | −3,2  | 0,8  | 4,1  | 6,8  | 5,6  | 1,5  | −2,3  | −5,9  | −10,4 | −2,7  |
| Абсолютный минимум, °C        | −40   | −36,1 | −31,7 | −16,7 | −9,4 | −6,1 | −2,8 | −4,4 | −10  | −17,2 | −29,4 | −37,8 | −40   |
| Среднее число дней с осадками | 14    | 12    | 13    | 12    | 11   | 10   | 4    | 4    | 6    | 9     | 14    | 14    | 123,0 |
| Норма осадков, мм             | 72    | 55    | 55    | 44    | 49   | 44   | 12   | 15   | 24   | 44    | 70    | 80    | 566   |
| Источник: WRCC                |       |       |       |       |      |      |      |      |      |       |       |       |       |

## Демография
| Год переписи | Нас. |  | %±     |
| ------------ | ---- |  | ------ |
| 1920         | 299  |  | —      |
| 1930         | 726  |  | 142,8% |
| 1940         | 1029 |  | 41,7%  |
| 1950         | 943  |  | −8,4%  |
| 1960         | 923  |  | −2,1%  |
| 1970         | 833  |  | −9,8%  |
| 1980         | 945  |  | 13,4%  |
| 1990         | 877  |  | −7,2%  |
| 2000         | 997  |  | 13,7%  |
| 2010         | 939  |  | −5,8%  |
| 2020         | 1005 |  | 7%     |

### Перепись 2010 года
По данным переписи 2010 года, в городе проживало 939 человек в 416 домохозяйствах в составе 256 семей. Плотность населения составила 87,0 чел./км². Было 847 квартир, средняя густота которых составляла 78,4/км². Расовый состав города: 96,5% белых, 0,2% афроамериканцев, 0,9% индейцев, 0,2% азиатов, 0,6% других рас, а также 1,6% двух или более рас. Доля испанцев и латиноамериканцев составляла 2,7% населения.
Из 416 домохозяйств 24,5% имели лиц младше 18 лет, которые жили с родителями; 48,6% были супружескими парами, жившими вместе; 9,6% имели женщину-домохозяйку без мужа; 3,4% имели мужчину-домохозяина без жены и 38,5% не являлись семьями. 32,0% домохозяйств состояли из одного человека, в том числе 12,5% лиц в возрасте 65 лет и старше. В среднем на домохозяйство приходилось 2,20 человек, а средний размер семьи составлял 2,77 человека.
Средний возраст жителей города составил 46,4 лет. Из них 19,6% были лица в возрасте младше 18 лет; 8,7% — от 18 до 24 лет; 19,9% — от 25 до 44 лет; 33,9% — от 45 до 64 и 18% — в возрасте 65 лет и старше. Половой состав населения: 50,7% — мужчины и 49,3% — женщины.
Средний доход на одно домашнее хозяйство составил 42 609 долларов США (медиана — 37 500), а средний доход на одну семью — 54 226 долларов (медиана — 47 500). За чертой бедности находилось 11,2% лиц, в том числе 21,4% детей в возрасте младше 18 лет и 5,7% лиц в возрасте 65 лет и старше.
Гражданское трудоустроенное население составляло 463 человека. Основные области занятости: искусство, развлечения и отдых — 45,4%, строительство — 21,0%, образование, здравоохранение и социальная помощь — 9,5%, публичная администрация — 7,3%.

### Перепись 2000 года
По данным переписи 2000 года, в городе проживало 997 человек в 421 домохозяйствах в составе 282 семей. Плотность населения составила 106,6 чел./км². Было 562 квартиры, средняя плотность которых составляла 60,1/км². Расовый состав города: 95,59% — белых, 0,10% — афроамериканцев, 0,40% — индейцев, 0,30% — азиатов, 0,10% — тихоокеанских островитян, 1,60% — других рас и 1,91% двух или более рас. Доля испанцев и латиноамериканцев составляла 2,21% населения.
Из 421 домохозяйств 30,4% имели лиц младше 18 лет, которые жили с родителями; 51,1% были супружескими парами, жившими вместе; 10,2% имели женщину-домохозяйку без мужа и 33,0% не являлись семьями. 29,2% домохозяйств состояло из одного человека, в том числе 10,5% в возрасте 65 лет и старше. В среднем на домохозяйство приходилось 2,32 жителя, а средний размер семьи составлял 2,83 человека.
Возрастной состав населения: 27,0% — лица младше 18 лет, 4,3% — от 18 до 24 лет, 25,3% — от 25 до 44 лет, 26,5% — от 45 до 64 лет и 17,0% — в возрасте 65 лет и старше. Средний возраст жителей — 40 лет. Половой состав населения: 50,6% — мужчины и 49,4% — женщины.
Средний доход домохозяйств в городе составил 32 411 долларов США, семей — 37 813 долларов. Средний доход мужчин составил 36 250 долларов и 20 139 долларов у женщин. Доход на душу населения в городе составлял 17 330 долларов. Приблизительно 9,3% семей и 12,1% населения находились за чертой бедности, включая 20,1% в возрасте младше 18 лет и 9,0% в возрасте 65 лет и старше.